# عضلة مأبضية

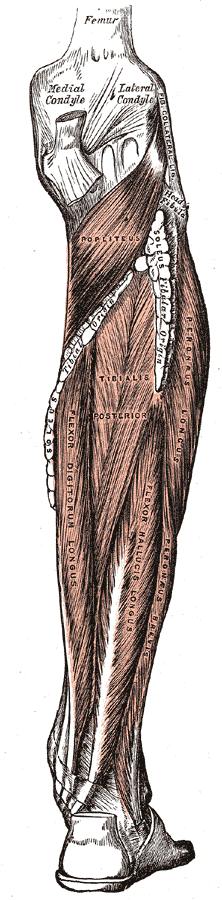
عَضَلة مَأبَضِيَّة.

عَضَلة مَأبَضِيَّة (باللاتينية: Popliteus muscle) هي عضلة من عَضلات الطَرف السُفلي لِجسم الإنسان. وهي عضلة مسطحة قصيرة مثلثة الشكل تقع خلف مفصل الركبة وهي عميقة في موضعها في القسم الخلفي للساق حيث تكون القسم السفلي لقاعدة الحفرة المأبضية (الانخساف خلف مفصل الركبة) تربط عظم الفخذ بعظم الظنبوب.

## المَنشأ
تَنشأ العَضلة المأبضيَّة مِن خِلال وَتر مُرتبط بالنِهاية الأَمامية للتَّلَم المأبضي (popliteal groove) الخاص بِاللُقمة الجانِبية لِعظمة الفَخذ ،وُكل هذا ضِمن كبسولة مفصل الرُكبة.
ينشأ وتر العضلة المدور القوي من القسم الأمامي للقمة الوحشية لعظم الفخذ داخل الثلمة بين اللقمتين وداخل محفظة مفصل الركبة. يثقب هذا الوتر القسم الخلفي من محفظة مفصل الركبة وتتجه الألياف العضلية التي تنشر من الوتر إلى الأسفل وللجهة الأنسية أمام رأس العضلة التوأمية الساقية نحو المغرز.

## المَغرس
تَنغرس هذه العَضلة في السَطح الخَلفي لعَظمة الظنبوب (قصبة الساق) فَوق الخَط النَّعلِي كَما تنغرس في اللفافة القَوية التي تُحيط بالعَضلة. تنغرز العضلة في الثلثين الأنسيين للمثلث فوق الخط الأخمصي على السطح الخلفي لجسم عظم الظنبوب.

## العَصب
يَتصل بِها فَرع مِن العَصَب الظُّنبوبِي الإنسي.

## الحَركة
تَقوم هذه العَضلة بِـ:
1. ثَني مِفصل الرُكبة.
2. دَوران وَسطي (إنسي) لعظمة الظنبوب على عَظمة الفَخذ.
3. دَوران جانِبي (وَحشي) لعَظمة الفَخذ على عظمة الظنبوب.

وَتُعرف الحالة الثانية والثالثة المُتمثلة بالدَوران الوَسطي والجانِبي بِحالة «فَتح الرُكبة» (بالإنجليزية:unlocking of the knee).

## معرض صور

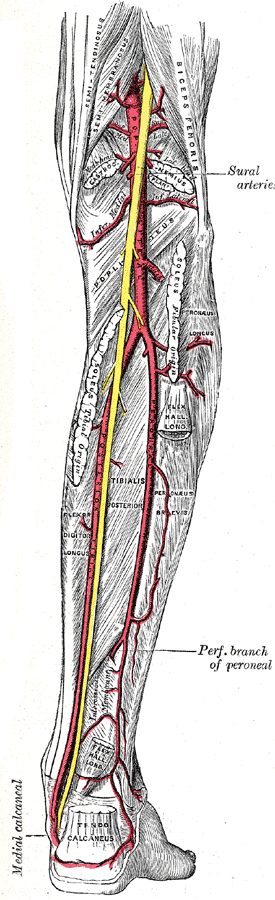
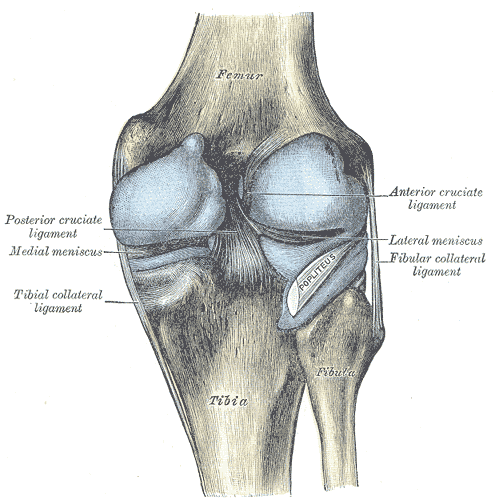
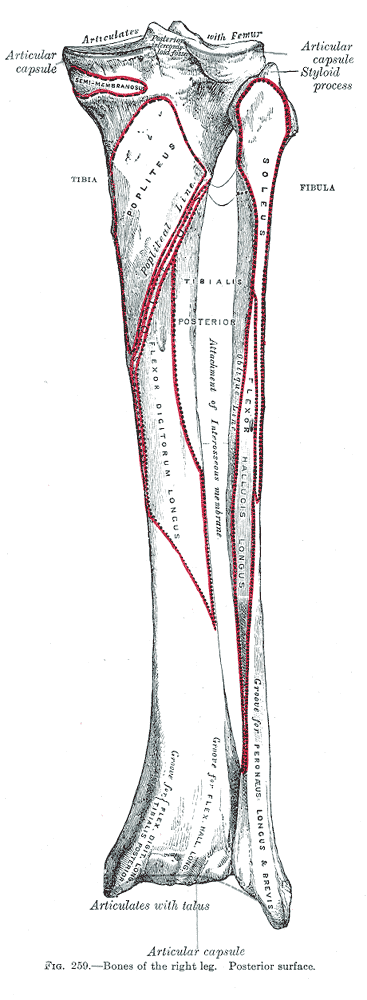
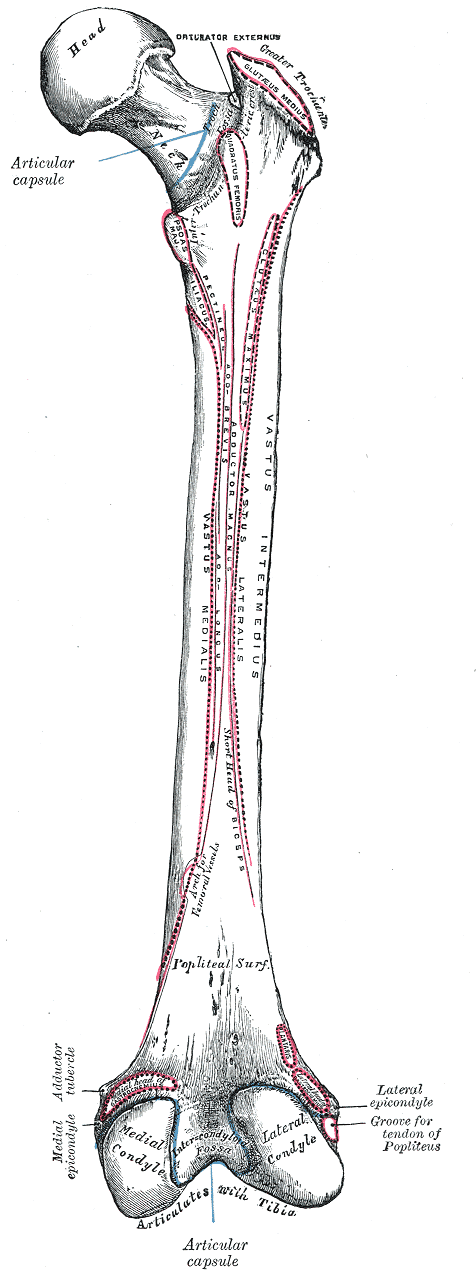
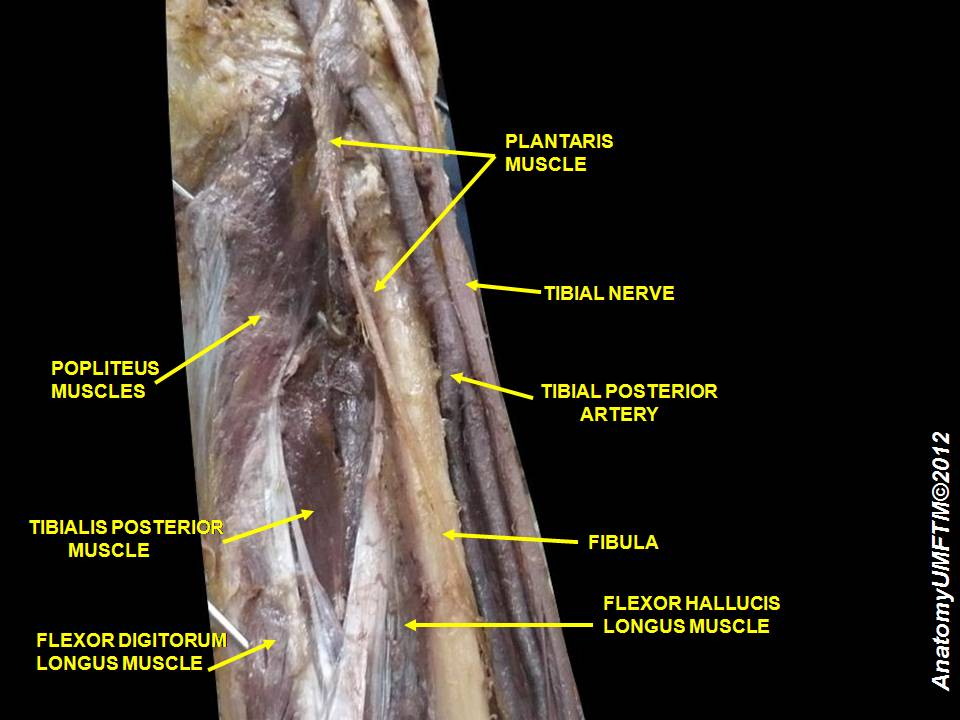